# جوشکاری IR
جوشکاری IR یک تکنیک جوشکاریگرمانرم است که از روش گرمایش غیر تماسی برای ذوب و ذوب قطعات ترموپلاستیک با استفاده از انرژی حاصل از تابش مادون قرمز استفاده می کند. این فرآیند برای اولین بار در اواخر دهه 1900 توسعه یافت، اما به دلیل هزینه بالای سرمایه تجهیزات IR، این فرآیند معمولاً در صنعت اعمال نمی شد تا زمانی که قیمت ها در دهه 1990 کاهش یافت.
جوشکاری IR معمولا از طیفی از طول موج ها از 800 تا 11000 استفاده می کند. نانومتر در طیف الکترومغناطیسیجوشکاری صفحه داغ برای گرم کردن، ذوب شدن و ذوب رابط بین دو بخش پلاستیکی از طریق جذب و تبدیل انرژی IR به گرما. جوشکاری لیزری فرآیند اتصال مشابهی است که تابش IR را در یک طول موج منفرد اعمال می کند.
تکنیک‌های جوشکاری مختلفی وجود دارد که از گرمایش IR استفاده می‌کنند، با سه حالت اصلی گرمایش سطح، از طریق جوشکاری مادون قرمز انتقالی (TTIr) و انباشته شدن انواع پیکربندی‌های گرمایشی برای این تکنیک‌ها مانند اسکن، روشنایی مداوم و جوشکاری ماسک اعمال شده‌اند. مزایایی مانند گرمایش بدون تماس سریعتر و قابل کنترل که برای طیف وسیعی از قطعات ساده یا پیچیده هندسی قابل استفاده است، جوش IR را از سایر اشکال جوش پلاستیک متمایز می کند. آشکارسازهای CO، کیسه های IV و خطوط انتقال ترمز تنها تعدادی از محصولات زیادی هستند که از جوش IR استفاده می کنند.

## تاریخچه
جوشکاری IR به عنوان جوشکاری پلاستیک حرارتی در کنار جوش گاز داغ، جوش ابزار داغ و جوش اکستروژن دسته بندی می شود. اگرچه تشعشعات فروسرخ برای اولین بار در دهه 1800 کشف شد، IR به عنوان منبع گرما تا آغاز جنگ جهانی دوم استفاده نشد، زمانی که مشخص شد که موثرتر از کوره های همرفت سوخت در آن زمان بود. تابش IR برای اولین بار برای جوشکاری پلیمرهای ترموپلاستیک در اواخر دهه 1900 آزمایش شد، اما این فرآیند نسبتا جدید بود و به طور کامل درک نشده بود. سیستم‌های جوش IR زمان گرمایش سریع‌تری نسبت به سایر اشکال جوشکاری حرارتی ارائه می‌دهند، اما هزینه‌های سرمایه بالا توسعه آن را محدود می‌کند. با کاهش قیمت تجهیزات در دهه 1990، جوشکاری IR در صنعت رواج بیشتری پیدا کرد.

## فیزیک جوشکاری IR

طیف الکترومغناطیسی

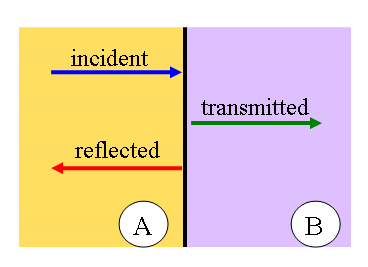
فعل و انفعالات امواج الکترومغناطیسی

در جوش IR معمولا از طول موج های 800 تا 11000 استفاده می شود نانومتر در طیف الکترومغناطیسی پلاستیک ها از طریق انعکاس، انتقال و جذب با تابش IR برهم کنش دارند. تشعشعات IR اتفاقی می تواند از سطح پلاستیک منعکس شود، از طریق پلاستیک منتقل شود، یا به عنوان سایر اشکال انرژی از جمله انرژی حرارتی به پلاستیک جذب شود. نسبت این سه برهمکنش به طول موج تابش IR و خواص پلاستیک گیرنده بستگی دارد. پلاستیک‌های آمورف عموماً از نظر نوری شفاف هستند و می‌توانند تقریباً تمام تشعشعات فرودی IR را منتقل کنند. به همین دلیل آنها معمولا در TTIr استفاده می شوند. پلاستیک های نیمه کریستالی می توانند تشعشعات IR فرودی را بین مرزهای آمورف و کریستالی پخش کنند و گذردهی را کاهش دهند و جذب ماده را افزایش دهند. جذب بالاتر منجر به تولید گرمای بیشتر برای یک منبع IR معین می شود. می‌توان از افزودنی‌هایی مانند عوامل شفاف‌کننده، ضریب عبور پلاستیک را افزایش داد، در حالی که می‌توان از قالب‌ها و رنگدانه‌ها، جذب یک ماده را افزایش داد. افزایش مقادیر این مواد افزودنی می تواند استحکام مواد و اتصالات جوشی را کاهش دهد. هرچه منبع تشعشع IR نزدیکتر باشد، بازدهی بروز بیشتری بر روی ماده دارد. تابش IR زمانی که تابش عادی را به قطعه هدایت می کند، بیشترین تأثیر را دارد. انرژی تشعشع همیشه روی سطح یک قطعه تأثیر می گذارد در حالی که عمق نفوذی که انرژی می تواند به آن برسد به کریستالی بودن پلاستیک بستگی دارد.

## تکنیک های جوشکاری IR

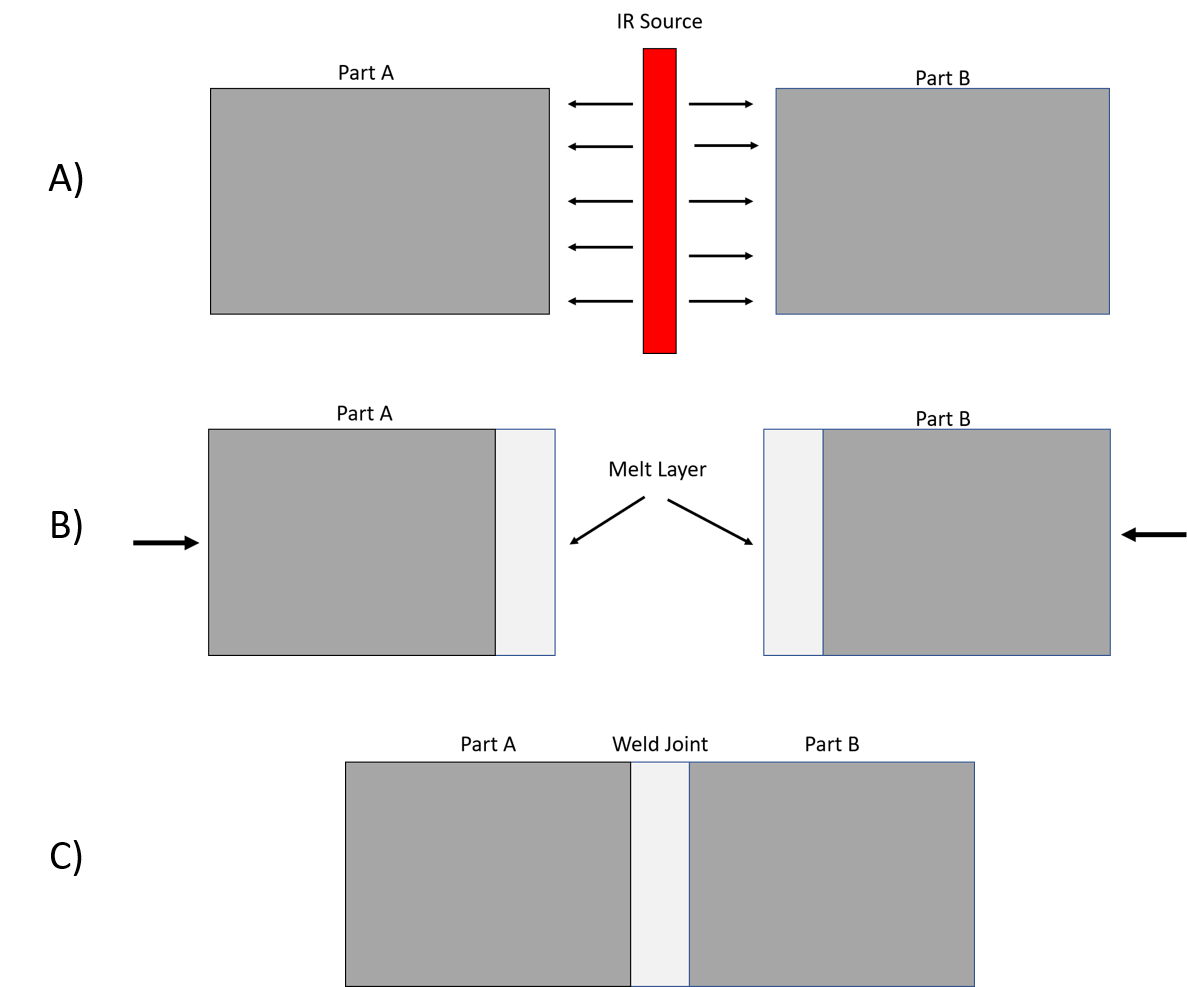
مراحل اساسی حالت گرمایش سطح IR

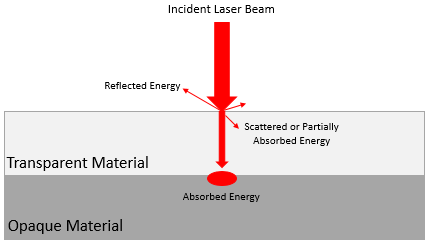
نمودار جوشکاری TTIr

### جوشکاری IR انتقال (TTIr)

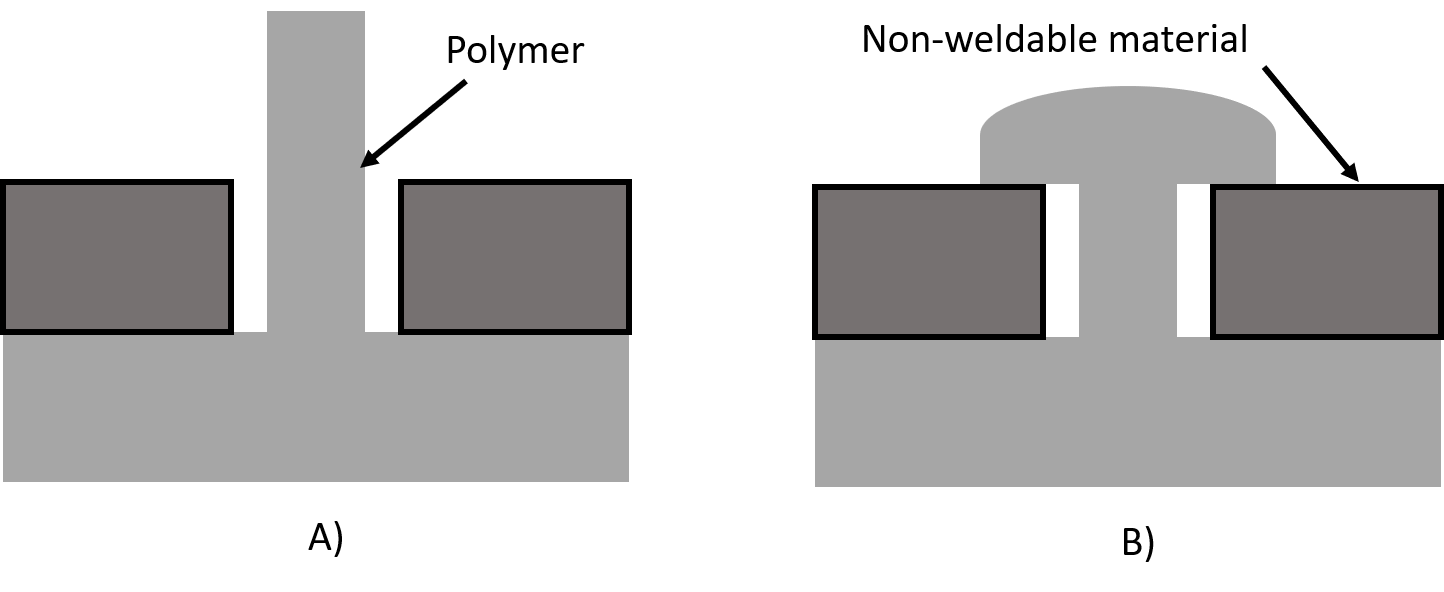
استیکینگ IR

### کاربرد ها

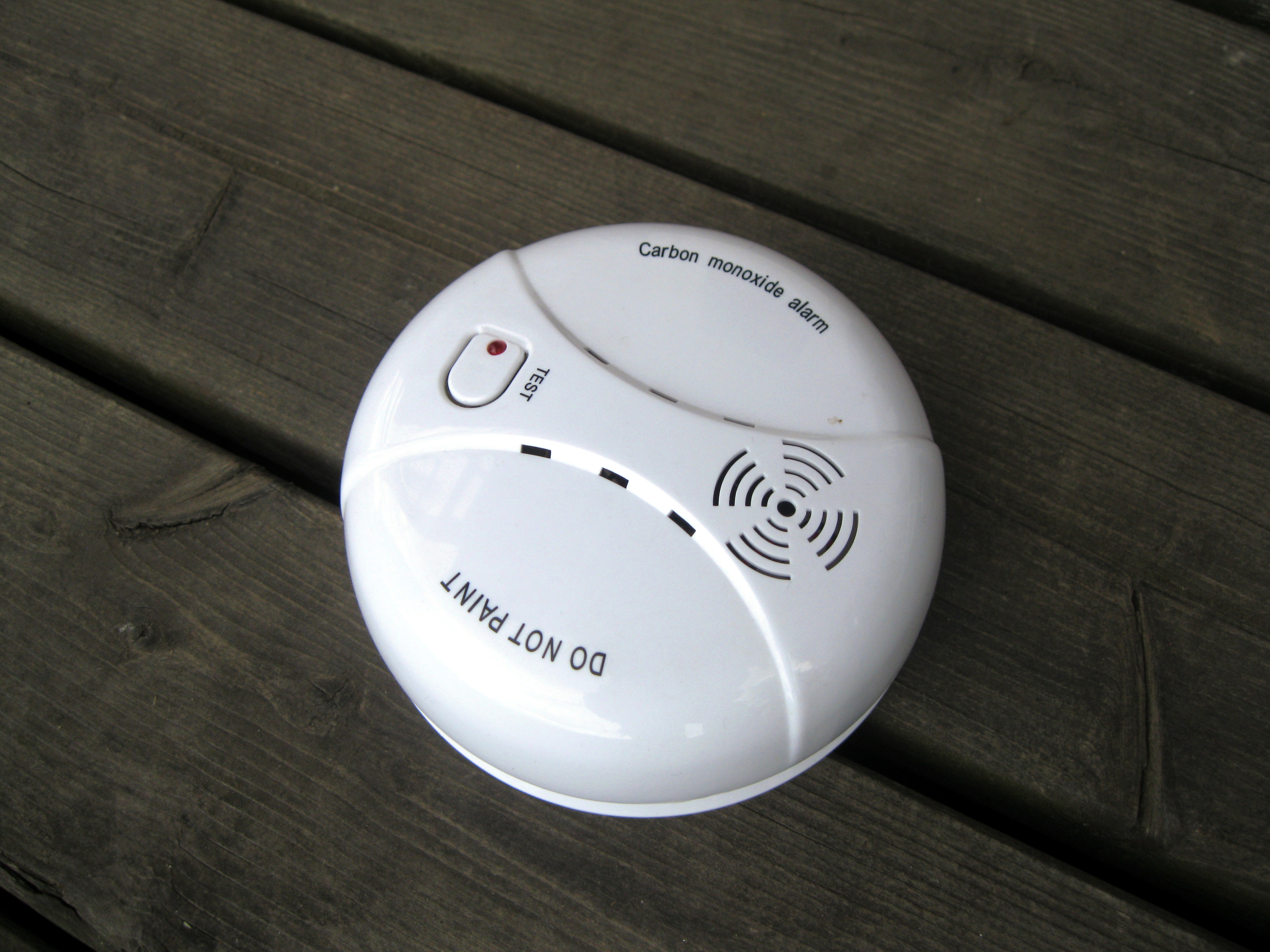
آشکارساز CO

## تجهیزات